# Sito dei dolmen di Antequera
Il sito dei dolmen di Antequera è un bene culturale integrato da una serie di tre monumenti culturali (dolmen di Menga, dolmen di Viera e tholos del Romeral) e due monumenti naturali (Peña de los Enamorados e il Torcal) presenti nel comune spagnolo di Antequera, Provincia di Malaga. L'istituto culturale responsabile della sua tutela è l'Insieme Archeologico Dólmenes di Antequera.
È stato dichiarato patrimonio dell'umanità dell'UNESCO nel 2016, dettagliando i seguenti quattro beni individuali (con l'area protetta delimitata):
- 1501-001: Il dolmen di Menga e il dolmen di Viera (3,6 ettari);
- 1501-002: Il tholos del Romeral (3.9 ettari);
- 1501-003: Peña de los Enamorados (258.8 ettari);
- 1501-004: Il Torcal di Antequera (2.180 ettari).

## Dichiarazione come patrimonio mondiale

### Valore universale eccezionale
Affinché un bene sia dichiarato patrimonio dell'umanità deve dimostrare di possedere un valore universale eccezionale, ossia, un'importanza straordinaria che trascende i confini nazionali e di essere di interesse per le generazioni presenti e future di tutta l'umanità.
L'UNESCO esige il raggiungimento di almeno uno dei sei criteri stabiliti per il patrimonio culturale dalla Convenzione sul patrimonio dell'umanità (1972) per dimostrare il valore universale eccezionale del bene. La proposta del sito dei dolmen di Antequera si basa sul primo (i), e quella dell'ICOMOS, nella sua relazione definitiva, ne ha incorporati altri due (iii e iv).
- Criterio (i): "rappresentare un capolavoro del genio creatore umano". Il dolmen di Menga rappresenta un capolavoro di architettura megalitica ad architrave (tradizione atlantica), basata su ortostati e coperture, unico per le sue enormi dimensioni che portano al limite costruttivo la tipologia della tomba a corridoio, incorporando una soluzione inedita di pilastri intermedi; allo stesso modo, il tholos del Romeral integra il catalogo delle costruzioni megalitiche con una soluzione a volta per approssimazione di corsi su base muraria (tradizione mediterranea).

- Criterio (iii): "apportare una testimonianza unica, o almeno eccezionale, su una tradizione culturale o una civiltà viva o scomparsa". Tanto il dolmen di Menga che il tholos del Romeral presentano orientamenti anomali, come sostenuto dal professore Michael Hoskin quando ha constatato che il 99,99% dei dolmen dell'arco mediterraneo hanno un orientamento di tipo celeste, ossia, vincolato al tramonto del sole agli inizi degli equinozi (come accade nel dolmen di Viera). Ciò nonostante il Menga è orientato al profilo antropomorfo della Peña de los Enamorados, e concretamente al riparo di Matacabras dove c'è un manufatto rupestre.[4] D'altra parte, il Romeral è orientato verso la serra del Torcal dove si trova la Grotta del Toro (orientamento terrestre) e al mezzogiorno del sole nel solstizio di inverno (orientamento celeste). Oltretutto, in questo asse Menga-La Peña si trova il Romeral. In tal modo, i dolmen di Antequera costruiscono un paesaggio megalitico unico per la singolare relazione intrinseca che stabiliscono con gli elementi naturali.

- Criterio (iv): "essere un esempio eminentemente rappresentativo di un tipo di costruzione o di insieme architettonico o tecnologico, o di paesaggio che illustra uno o vari periodi significativi della storia umana". I tre monumenti megalitici sono il riflesso di una tappa della storia dell'umanità nella quale vennero costruiti i primi monumenti cerimoniali in Europa occidentale, secondo le due grandi tradizioni costruttive del megalitismo (architrave e volta per accostamento a filari). Si tratta di una proposta originale nell'elenco del patrimonio dell'umanità poiché non si tratta di un bene misto (dove ai valori culturali dei beni si sommerebbero quelli naturali) bensì di una integrazione consapevole e di stretto dialogo tra l'architettura megalitica e il paesaggio. Esiste un fenomeno di "monumentalizzazione del paesaggio" per cui i punti di riferimento naturali acquisiscono il valore dei monumenti mentre le costruzioni appaiono sotto l'aspetto di un paesaggio naturale.

Infine, l'autenticità dei megaliti è contrastata quando numerosi studiosi concordano sull'attribuzione al Neolitico di Menga (architettura architravata) e al Calcolitico del Romeral (architettura voltata per accostamento a filari); e l'integrità è dimostrata anche dal mantenimento in buono stato di conservazione di tutti i suoi elementi costitutivi. 

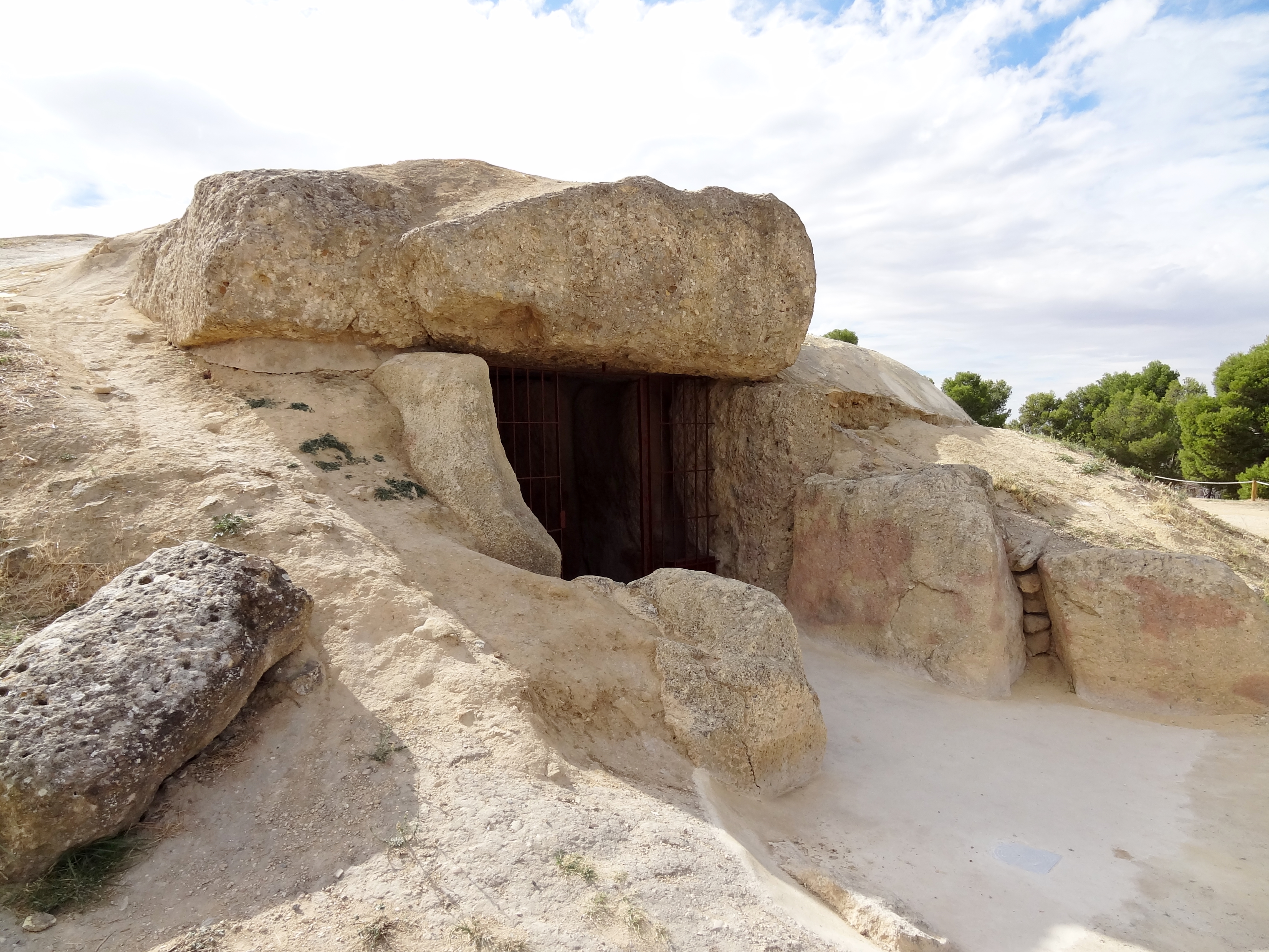
Dolmen di Menga
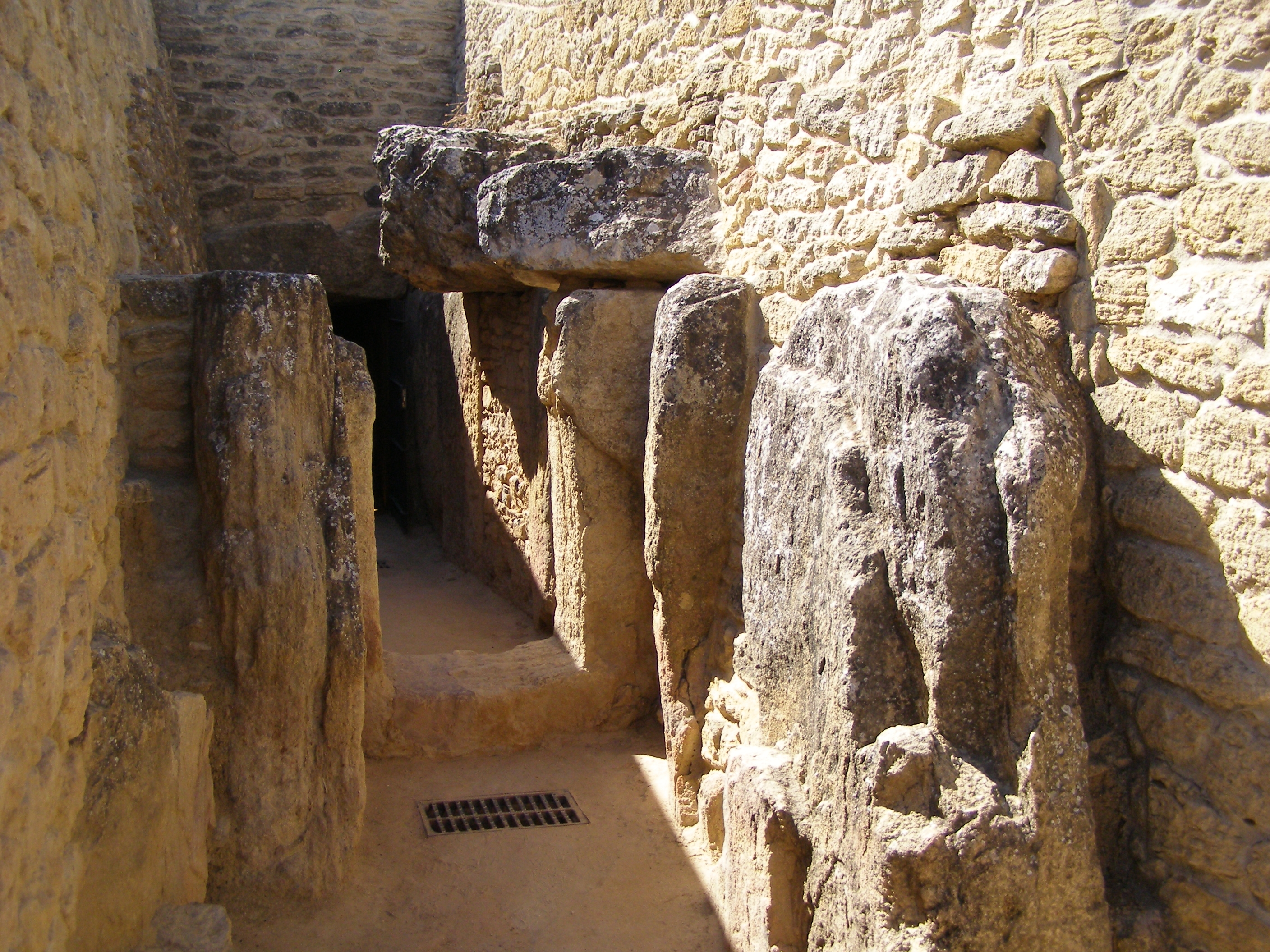
Dolmen di Viera
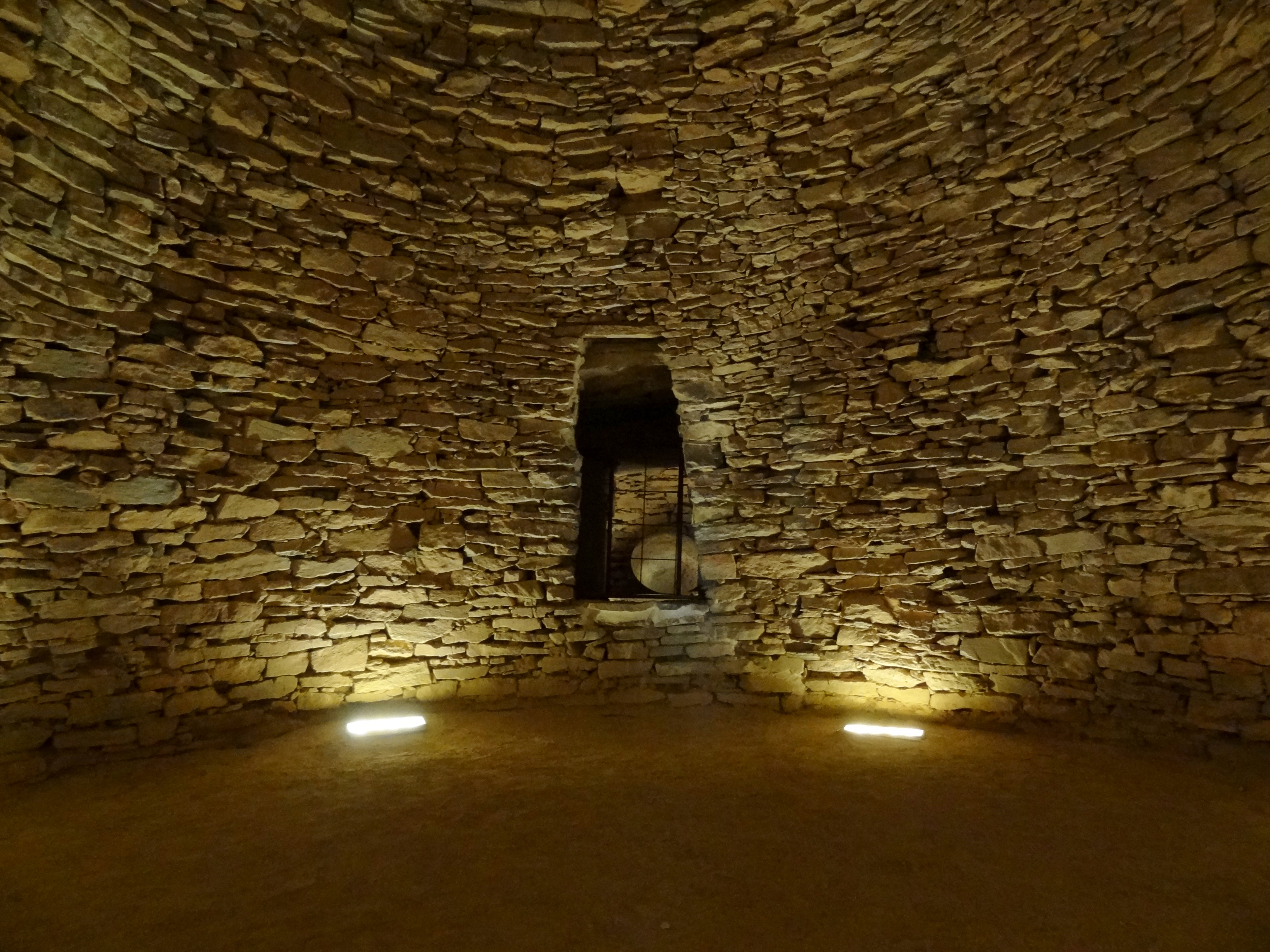
Tholos del Romeral
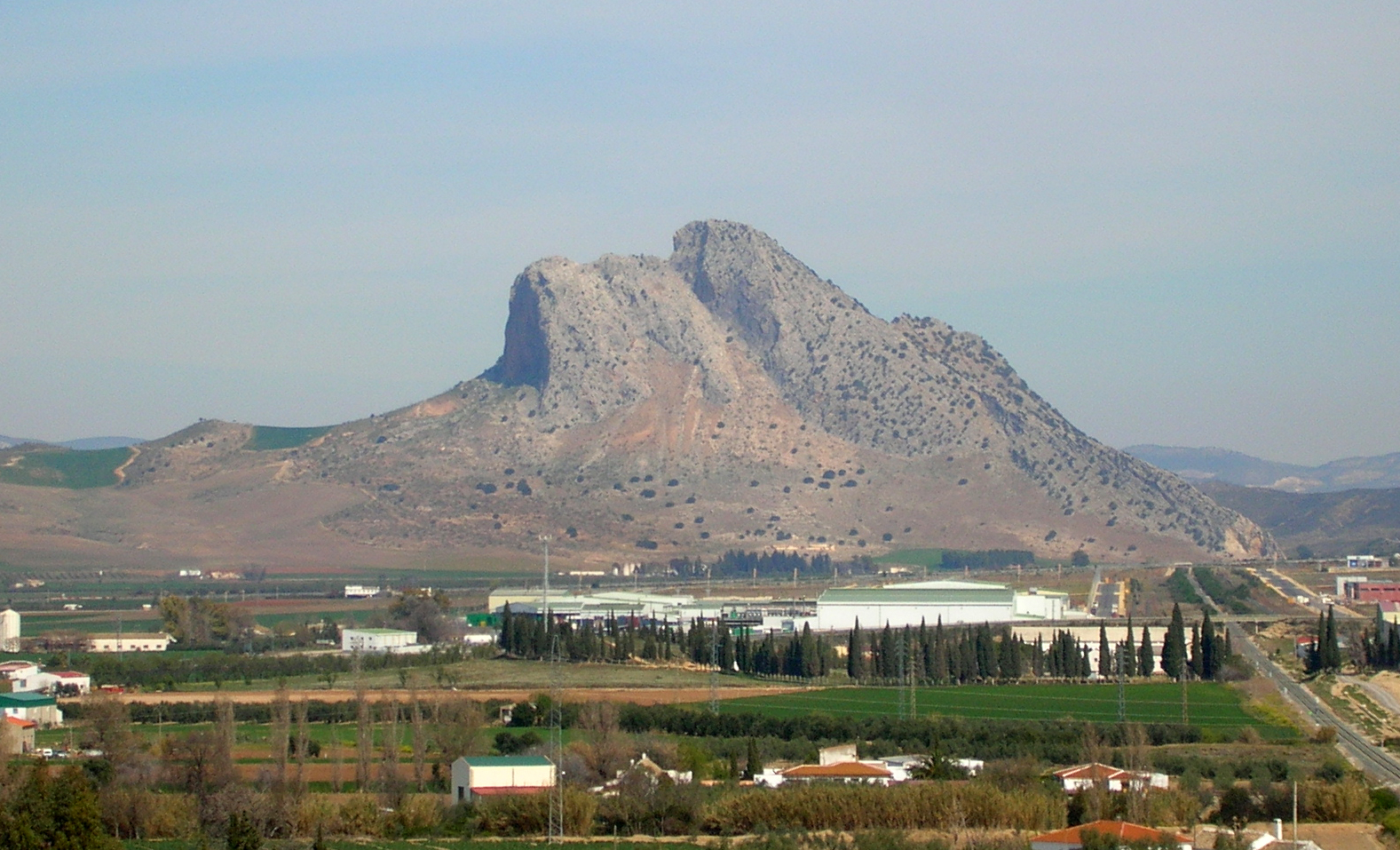
Peña de los Enamorados
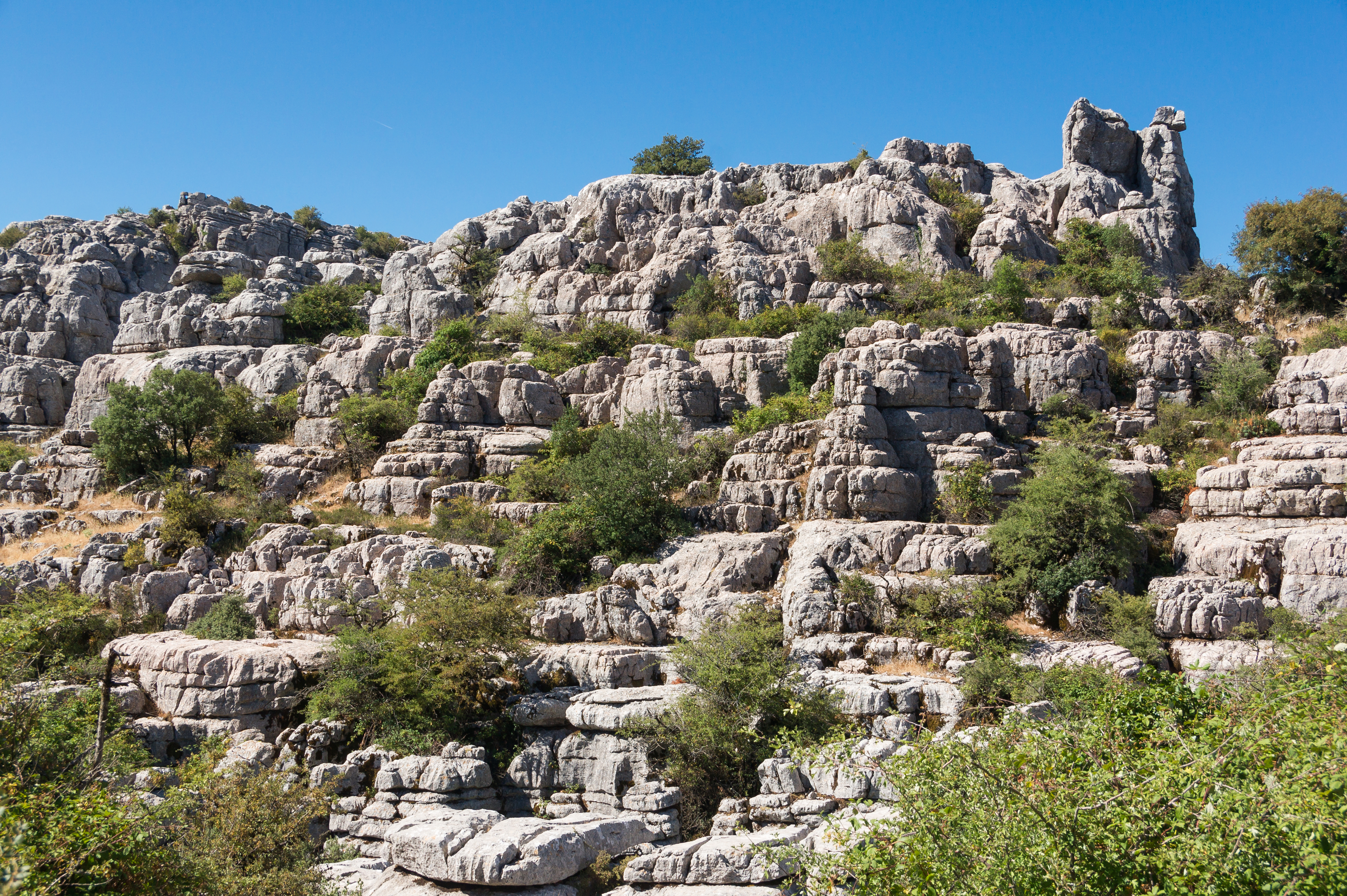
Il Torcal di Antequera